# Іван (Калинський)
Іва́н Микóла Кали́нський (пол. Jan Mikołaj Kaliński; 14 травня 1799, Радзинь-Підляський — 19 жовтня 1866, В'ятка, Росія) — єпископ-номінат Української греко-католицької церкви; з 1863 року адміністратор Холмської єпархії.

## Життєпис
Був сином отця Теодора Калинського, пароха парафії св. Юрія в Радзиню-Підляському, каноніка Холмської капітули, колишнього капітана польського війська та Анни Янковської. Розпочав навчання в повітовій школі в Білій Підляській. З 1817 року навчався в школі піарів в Лукові, а в 1819 році поступив на навчання в Холмську духовну семінарію. В 1822 році висвячений на священника. Служив в парафії в Добратичах (з 1822 р.) та в Хорощинці (з 1823). За порадою єпископа Фердинанда Домброви-Цехановського став вільним слухачем Віленського університету. В 1840 році став деканом Більського деканату, однак через рік його було усунуто з посади російською царською владою й засуджено на заслання за те, що заснував Товариство для захисту унії. Від заслання його врятувало лише помилування від намісника Королівства Польського (Конгресового) світлійшого князя Варшавського Івана Паскевича. Ставши вдівцем в тім часі, самостійно виховував 6 доньок і 7 синів. 1847 року переведений на парафію до Константинова, а ще через 10 років став деканом Лосицьким. 
16 березня 1862 року був іменований заступником Холмського єпископа Івана Терашкевича через хворобу останнього, та коад'ютором Холмсько-Белзької єпархії. Після смерті єпископа Івана Терашкевича Івана Калинського було призначено адміністратором Холмської єпархії та номіновано на єпископа (26 березня 1863 р.), але з огляду на спротив російської влади так і не був висвячений. Головним противником його висвячення був російський князь Володимир Черкаський, що очолив у 1864 році Комісію у справах Унії. Він виступав проти застосування польської мови під час навчання в Холмській духовній семінарії та називав Івана Калинського «папістом». Стараннями князя цар Олександр ІІ видав у 1866 р. указ щодо пенсій для духовенства, а також обмеження влади єпископа у справах переведення парохів та вибору деканів. Владика Калинський виступав проти спроб царського уряду підпорядкувати Холмську єпархію Російській православній церкві, яка вимагала делатинізації уніятських обрядів. Усунув з посади о. Йосифа Вуйціцького, який був прихильником русифікації Холмської єпархії. За це його було оштрафовано указом намісника Королівства Польського великого князя Костянтина Романова. Публічно висловив підтримку Січневого повстання. Недопущення до висвячення в єпископський сан Калинського мало на меті також обмеження свячень нових священників, що мало створити брак кадрів в єпархії та відкрити дорогу тим, хто сприяв РПЦ, інкардинованим з інших єпархій. Калинський просив здійснити свячення для кандидатів Холмсько-Белзької єпархії в Галицького митрополита Спиридона Литвиновича, однак той відмовив йому в підтримці, розраховуючи, мабуть, на персональну унію й отримання ним цієї єпархії. В справі висвячення Івана Калинського клопотався в російської влади й кардинал Джакомо Антонеллі, який в ноті від 10 лютого 1865 року звинуватив Росію в порушенні конкордату 1847 року. 
23 вересня 1866 Івана Калинського було ув'язнено та заслано у В'ятку, де він за місяць помер., Перед вивезенням на заслання царська влада пропонувала владиці Івану Калинському в Любліні волю, повернення на кафедру та 10 тис. рублів пенсії в обмін на зміну польської мови на російську в духовній семінарії та делатинізацію обрядів, однак владика відмовився прийняти ці пропозиції. Після його заслання владу в Холмській єпархії отримав раніше усунутий о. Йосиф Вуйціцький, прихильник зближення з РПЦ.